# Web Content Accessibility Guidelines
Le linee guida per l'accessibilità dei contenuti Web (in inglese Web Content Accessibility Guidelines; abbreviato WCAG) sono parte di una serie di linee guida per l'accessibilità dei siti Web, pubblicate dal Web Accessibility Initiative (WAI), che a sua volta fa parte del World Wide Web Consortium (W3C). Gli sviluppatori di contenuti, di strumenti di sviluppo e di strumenti di valutazione dell'accessibilità possono seguire queste linee guida, per creare e valutare contenuti Web accessibili per dispositivi hardware o software limitati, come i telefoni cellulari. La versione attuale è 2.1.

## Accessibilità dei siti web

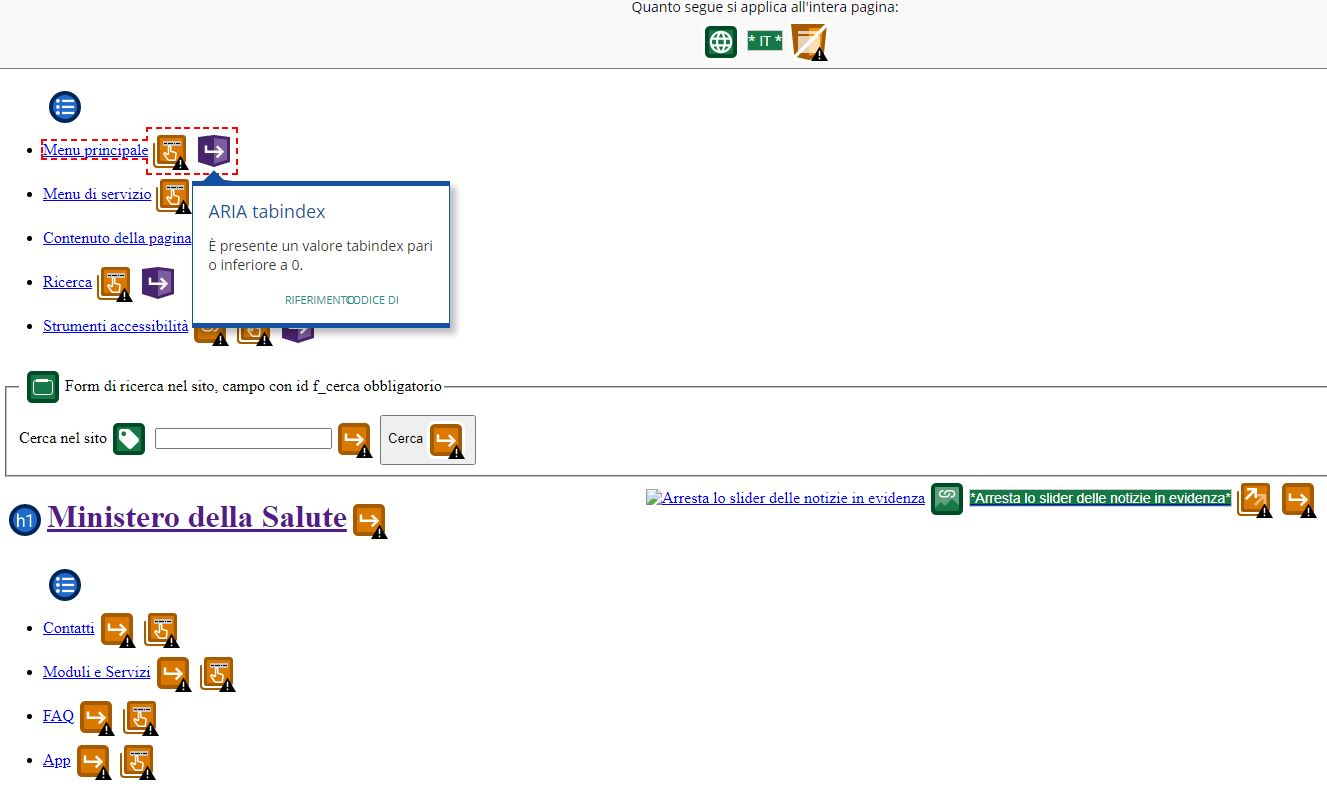
Un sito web controllato con lo strumento di wave.webaim.org che mostra gli errori trovati

Un sito web accessibile è il risultato di un insieme di parti che interagiscono tra loro, come ad esempio:
- Contenuti: le informazioni all'interno delle pagine web devono essere scritte sotto forma di testo, immagini e audio;
- Assistenti tecnologici: come gli screen reader, software di lettura vocale, tastiere particolari, etc;
- Applicativi: come il browser web e un media player per riuscire a leggere al meglio le pagine web;
- Sviluppatori: chiunque abbia un ruolo nel progettare un sito web (web designers, programmatori, etc..);
- Tool di convalidazione: che permettano la convalida del codice HTML, CSS, etc..;
- Esperienza utente: anche l'esperienza dell'utente è molto importante per trovare il modo di usare al meglio il web.

## Versioni delle WCAG
Delle WCAG sono presenti due versioni:
- WCAG 1.0 pubblicate nel 1999, contenevano solo 14 tecniche che gli sviluppatori potevano seguire ed inoltre erano spiegate in modo breve, lasciando maggior spazio agli aspetti tecnici riferiti solo a HTML e CSS;
- WCAG 2.0 pubblicate nel 2008, contengono numerose tecniche applicabili a tutte le tecnologie di programmazione ed inoltre sono spiegate in modo esaustivo, includendo esempi, benefici che i disabili possono trarre, procedure di test, ecc.

### WCAG 1.0
Le WCAG 1.0 sono state pubblicate e sono diventate una W3C recommendation il 5 maggio 1999. In seguito, sono state sostituite dalle WCAG 2.0.
WCAG 1.0 ha tre livelli di priorità (priority levels):
- Priority 1: gli sviluppatori Web devono sviluppare questi requisiti, altrimenti è impossibile per uno o più gruppi di utenti accedere al contenuto Web. L'aderenza a questo livello è descritta come A.
- Priority 2: gli sviluppatori Web dovrebbero soddisfare questi requisiti, altrimenti alcuni gruppi di utenti troveranno difficile accedere al contenuto. L'aderenza a questo livello è indicata come AA o Double-A.
- Priority 3: gli sviluppatori Web possono soddisfare questi requisiti, per rendere più facile ad alcuni gruppi l'accesso al contenuto. L'aderenza a questo livello è descritta come AAA o Triple-A.

#### WCAG Samurai
Nel febbraio 2008, il WCAG Samurai, un gruppo di sviluppatori indipendente dal W3C, e guidato da Joe Clark, ha pubblicato correzioni ed estensioni al WCAG 1.0.

### WCAG 2.0
WCAG 2.0 è stato pubblicato come una W3C Recommendation l'11 dicembre 2008. Il lungo processo di consultazione che ha preceduto ciò ha incoraggiato la partecipazione alla modifica da parte del Working Group (e la risposta alle centinaia di commenti), con diversità assicurate dall'inclusione di esperti di accessibilità e da membri della comunità disabile.
Il Web Accessibility Initiative sta lavorando anche su una guida per migrare da WCAG 1.0 a WCAG 2.0. Un confronto tra i checkpoint (punti di controllo) del WCAG 1.0 e i success criteria (criteri di successo) del WCAG 2.0 è disponibile.
WCAG 2.0 usa gli stessi tre livelli di aderenza del WCAG 1.0, ma li ha ridefiniti. Il gruppo di lavoro WCAG tiene aggiornata una lunga lista di tecniche per l'accessibilità web e i casi di fallimento più comuni per il WCAG 2.0. e dei documenti di approfondimento, il cui ultimo aggiornamento risale al Gennaio 2012. Nell'ottobre del 2012 le WCAG 2.0 sono state incluse nello standard ISO/IEC 40500:2012.

### WCAG 2.1
Le WCAG 2.1 sono diventate una Raccomandazione W3C il 5 giugno 2018. Secondo il W3C era: 
... avviato con l'obiettivo di migliorare la guida all'accessibilità per tre gruppi principali: utenti con disabilità cognitive o di apprendimento, utenti con problemi di vista e utenti con disabilità su dispositivi mobili
ed è retrocompatibile con WCAG 2.0, che estende con altri 17 criteri di successo. 

### WCAG 2.2
A partire da agosto 2020, le WCAG 2.2 sono una bozza di lavoro del W3C. 

## Linee guida precedenti
La prima Web Accessibility Guidelines, intitolata Design of HTML (Mosaic) Pages to Increase their Accessibility to Users with Disabilities; Strategies for Today and Tomorrow ("Progettazione delle pagine HTML (Mosaic) per incrementare la loro accessibilità ad utenti con disabilità; strategie per oggi e per domani"), furono compilate da Gregg Vanderheiden e pubblicate nel gennaio del 1995, subito dopo il WWW II del 1994 a Chicago (dove Tim Berners-Lee menzionò per la prima volta l'accesso per persone disabili, in una keynote speech dopo aver visto un laboratorio pre-conferenza tenuto da Mike Paciello).
Più di 38 diverse linee guida seguirono, da diversi autori ed organizzazioni, negli anni seguenti. Queste furono messe insieme nello Unified Web Site Accessibility Guidelines, compilato dal Trace R&D Center dell'Università del Wisconsin-Madison. La Version 8 of the Unified Web Site Accessibility Guidelines, pubblicata nel 1998, fu usata come il punto di partenza per il WCAG 1.0 del W3C.